# Anja Gündler
Anja Möllenbeck-Gündler (Frankenberg, 18 maart 1972) is een Duits atleet.
Geboren in Saksen, won zij voor de DDR in 1990 brons op de junioren-WK in Plovdiv en een jaar later voor het nieuwe Duitsland tweemaal goud op de junioren-EK, met discus en kogel.
Op de Olympische Zomerspelen van Atlanta in 1996 nam Gündler deel aan het discuswerpen. Ze eindigde op de elfde plaats.
Gündler is opgeleid als commissaris bij de politie en in 1998 werd ze Europees politiekampioen. Gündler was getrouwd met Michael Möllenbeck. In 2002 stopte ze met haar carrière, nadat ze moeder was geworden.
- World Athletics: 14278951